# ۲۵ بره
۲۵ بره یک ستاره است که در صورت فلکی نهنگ قرار دارد.